# Max Wichtl
Max Wichtl (* 6. Oktober 1925 in Wien; † 30. Juli 2019 in Salzburg) war ein österreichischer Professor für Pharmakognosie.

## Leben und Forschung
Max Wichtl studierte in Wien Chemie und Botanik und wurde 1951 zum Dr. phil. promoviert. Anschließend studierte er Pharmazie an der Universität Wien und schloss mit dem Diplom Magister der Pharmazie (Mag.pharm.) ab. Nach seiner Habilitation für Pharmakognosie 1965 war er ab 1971 Professor an der Universität Wien und ging 1973 als Inhaber des Lehrstuhls für Pharmakognosie an die Philipps-Universität Marburg, wo er bis zu seiner Emeritierung 1993 blieb. Dort leitete er als Direktor auch das Institut für Pharmazeutische Biologie.
In seiner wissenschaftlichen Arbeit beschäftigte er sich zunächst mit den Herzglykosiden. Später wandte er sich aber auch den Arzneipflanzen allgemein und der pharmazeutischen und therapeutischen Qualität von Arzneidrogen zu. Seit Gründung 1978 gehört er der Kommission E an, von 1986 bis 1992 war er dort Vorsitzender des Ausschusses für Pharmazeutische Biologie. Er war Mitherausgeber des Kommentars zum Europäischen Arzneibuch von 1981 bis 1999.
Sein bekanntestes Werk ist das in der Fachwelt kurz als „der Wichtl“ bezeichnete Buch Wichtl – Teedrogen und Phytopharmaka: Ein Handbuch für die Praxis, das er 1984 (unter Mitarbeit von Franz-Christian Czygan und anderen) begründete und bis einschließlich der 5. Auflage 2008 auch herausgab. An der 6. Auflage 2016, nunmehr von Wolfgang Blaschek herausgegeben, war er noch als Co-Autor beteiligt. Bestattet ist er am Mödlinger Friedhof.

## Sonstiges
Max Wichtl war Ehrenmitglied der Gesellschaft für Arzneipflanzenforschung, deren mehrmaliger Präsident und Vizepräsident er war, und seit 7. November 2012 auch Ehrenmitglied der Österreichischen Gesellschaft für Phytotherapie (ÖGPhyt). Daneben war er auch Mitglied der österreichischen, deutschen und europäischen Arzneibuchkommissionen. Als begeisterter Musiker erlangte er durch seine Übersetzung der Mozart-Biographie des amerikanischen Musikwissenschaftlers Maynard Solomon Bekanntheit in Musikerkreisen.

## Veröffentlichungen (Auswahl)
- unter Mitarbeit von Franz-Christian Czygan, Dietrich Frohne, Christoph Höltzel, Astrid Nagell, Hans Jürgen Pfänder und Günter Willuhn: Teedrogen. Ein Handbuch für Apotheker und Ärzte. Stuttgart 1984. Neuauflage, hrsg. von Max Wichtl: Teedrogen. Ein Handbuch für die Praxis auf wissenschaftlicher Grundlage. Stuttgart 1989.
  - W. Blaschek (Hrsg.): Wichtl – Teedrogen und Phytopharmaka: Ein Handbuch für die Praxis. 6. Auflage. Wissenschaftliche Verlagsgesellschaft, Stuttgart 2016, ISBN 978-3-8047-3068-7.
- mit Martin Luckner: Digitalis. Geschichte, Biologie, Biochemie, Chemie, Physiologie, Molekularbiologie, Pharmakologie, medizinische Anwendung. Wissenschaftliche Verlagsgesellschaft, Stuttgart 2000, ISBN 3-8047-1705-5.
- Die pharmakognostisch-chemische Analyse: Untersuchung und Wertbestimmung von Drogen und galenischen Präparaten (= Methoden der Analyse in der Chemie. Band 12). Akademische Verlagsgesellschaft, Frankfurt am Main 1971, ISBN 3-400-00053-1.